# Heideite
La heideite è un minerale.